# 3078 Horrocks
A 3078 Horrocks (ideiglenes jelöléssel 1984 FG) a Naprendszer kisbolygóövében található aszteroida. Edward L. G. Bowell fedezte fel 1984. március 31-én.